# Östra Hisjön
Östra Hisjön är en sjö i Härjedalens kommun i Härjedalen och ingår i Ljusnans huvudavrinningsområde. Sjön har en area på 0,377 kvadratkilometer och ligger 527,1 meter över havet. Sjön avvattnas av vattendraget Storvasslan.

## Delavrinningsområde
Östra Hisjön ingår i det delavrinningsområde (687322-140343) som SMHI kallar för Utloppet av Östra Hisjön. Medelhöjden är 541 meter över havet och ytan är 2,11 kvadratkilometer. Det finns ett avrinningsområde uppströms, och räknas det in blir den ackumulerade arean 7,15 kvadratkilometer. Storvasslan som avvattnar avrinningsområdet har biflödesordning 4, vilket innebär att vattnet flödar genom totalt 4 vattendrag innan det når havet efter 298 kilometer. Avrinningsområdet består mestadels av skog (65 procent) och sankmarker (17 procent). Avrinningsområdet har 0,38 kvadratkilometer vattenytor vilket ger det en sjöprocent på 17,9 procent.